# Операция «Благословение Победы»
Операция «Благословение Победы» — атака на американскую военную базу Аль-Удейд  в Катаре, произведённая Ираном 23 июня 2025 года в ответ на американские удары по иранским ядерным объектам.

## Предыстория
В ночь с 21 по 22 июня 2025 года США провели операцию под названием «Полуночный молот», в которой 7 американских военных самолётов B-2 Spirit и ядерные подводные лодки нанесли удары четырнадцатью авиабомбами GBU-57 и тридцатью ракетами «Томагавк» по трём иранским ядерным объектам, являющимся одними из наиболее значимых центров по обогащению урана в стране. Этими объектами стали ядерный объект в Нетензе, Фордо и Исфаханский центр ядерных технологий и исследований. После этой операции Иран заявил, что отомстит тем, что нанесёт удары по американским базам по всему Ближнему Востоку.

## Удар по базе Аль-Удейд
23 июня Иран запустил 6 баллистических ракет по военно-воздушной база Аль-Удейд в Катаре.
По информации The New York Times, Иран предупредил об атаке заранее. Белый Дом заявил, что база была эвакуирована за неделю до атаки и данный удар не повлёк за собой повреждений и человеческих жертв. Как показал анализ спутниковых  снимков, проведённый агентством Associated Press, одна из иранских ракет поразила купол, внутри которого находилась антенна спутниковой связи, используемая американскими вооружёнными силами. После публикации этого сообщения попадание в купол было признано Пентагоном.